# Miriam Teresa Demjanovich
Miriam Teresa Demjanovich (Bayonne, 26 marzo 1901 – Convent Station, 8 maggio 1927) è stata una religiosa statunitense della congregazione delle Suore di Carità di Sant'Elisabetta. È stata beatificata per decreto di papa Francesco nel 2014.

## Biografia
Nata nel New Jersey da una famiglia di immigrati cattolico-ruteni slovacchi, studiò letteratura e divenne insegnante.
Dopo la morte dei genitori, decise di entrare nella congregazione delle Suore di Carità di Sant'Elisabetta e ricevette l'abito religioso il 17 maggio 1925.
Svolto il postulantato e il noviziato, nel novembre del 1926 cadde ammalata; essendo in pericolo di vita, il 2 aprile 1927 le fu concesso di emettere la professione dei voti perpetui. Si spense dopo un intervento chirurgico l'8 maggio successivo.

## Culto
La causa di beatificazione e canonizzazione fu introdotta il 19 giugno 1980 e il processo apostolico si aprì il 18 maggio 1981 e si concluse il 18 dicembre successivo.
Il 10 maggio 2012 papa Benedetto XVI autorizzò la promulgazione del decreto sulle virtù eroiche della Demjanovich, alla quale fu riconosciuto il titolo di venerabile.
La Santa Sede riconobbe l'autenticità di un miracolo attribuito alla sua intercessione il 17 dicembre 2013.
Il rito di beatificazione, presieduto dal cardinale Angelo Amato in rappresentanza di papa Francesco, è stato celebrato nella basilica-cattedrale del Sacro Cuore a Newark il 4 ottobre 2014.
Il suo corpo, dal 1979, è sepolto nella cripta della cappella della Sacra Famiglia presso la casa madre della sua congregazione a Convent Station.